# Oh In-pyo
Oh In-pyo (koreanisch 오인표; * 18. März 1997 in Anyang), im deutschsprachigen Raum bekannt unter der dort üblichen Namensreihenfolge In-Pyo Oh, ist ein südkoreanischer Fußballspieler.

## Karriere

### Verein
Oh besuchte bis Januar 2018 die Sungkyunkwan-Universität.
In jenem Monat wurde er von seinem Stammklub Ulsan Hyundai an den österreichischen Bundesligisten LASK verliehen, wo er zunächst für die drittklassigen LASK Juniors OÖ zum Einsatz kommen sollte. Sein Debüt für die Juniors in der Regionalliga gab Oh im April 2018, als er am 24. Spieltag der Saison 2017/18 gegen den SK Vorwärts Steyr in der Startelf stand und in der 90. Minute durch Miroslav Ćirković ersetzt wurde. Zu Saisonende konnte er mit den LASK Juniors OÖ in die 2. Liga aufsteigen.
Im Mai 2018 debütierte Oh schließlich auch für die Profis des LASK in der Bundesliga, als er am 35. Spieltag jener Saison gegen den Wolfsberger AC in der 63. Minute für Thomas Goiginger eingewechselt wurde. Im Juli 2019 wurde er vom LASK fest verpflichtet und erhielt einen bis Juni 2023 laufenden Vertrag. Insgesamt kam er zu drei Bundesligaeinsätzen für den LASK, ab Januar 2020 gehörte er allerdings wieder nur noch dem Kader der Juniors an. Für die Juniors absolvierte er insgesamt 54 Zweitligapartien.
Im Januar 2022 kehrte Oh zu Ulsan Hyundai zurück. In Ulsan spielte er aber keine Rolle und kam in der Saison 2022 nur dreimal zum Einsatz, mit dem Klub wurde er zu Saisonende Meister. Zur Saison 2023 wurde er innerhalb der Liga an den Suwon FC verliehen.

### Nationalmannschaft
Oh spielte im März 2017 einmal für das südkoreanische U-20-Team.

## Erfolge
- Südkoreanischer Meister: 2022